# Цепенда Ігор Євгенович
Ігор Євгенович Цепенда (нар. 18 жовтня 1964, місто Івано-Франківськ, УРСР) —  історик, український дипломат, доктор політичних наук, професор, член-кореспондент НАПН України. В.о. ректора Прикарпатського національного університету імені Василя Стефаника.

## Біографія
Народився 18 жовтня 1964 року в Івано-Франківську, УРСР. В 1986 році закінчив історичний факультет Івано-Франківського державного педагогічного інституту. З 1986 до 1988 року проходив військову службу в Збройних силах Радянського союзу. Після служби став лаборантом на кафедрі історії СРСР та УРСР в Прикарпатському університеті.
В 1993 році захистив кандидатську дисертацію на тему «Українська національна освіта в Західній Україні. 1919—1939 рр. (політичний аспект)» . Науковий керівник професор Володимир Грабовецький .
З 1996 року розпочав дипломатичну кар'єру першим секретарем Посольства України в Польщі. На роботі брав участь в підготовці проекту примирення стосовно річниці Волинської трагедії.
В 2009 році захистив докторську дисертацію на тему: «Українсько-польські етнополітичні відносини 40-50-х років ХХ століття». 
З 2011 року професор кафедри міжнародних відносин. Проректор з міжнародних відносин Прикарпатського національного університету.
В 2012 році обраний ректором Прикарпатського національного університету.
З 2024 р. — виконуючий обов'язки Ректора Прикарпатського національного університету.

## Нагороди
- премія імені Бориса Патона (2024).[4]